# Thomasomys hudsoni
Thomasomys hudsoni е вид бозайник от семейство Хомякови (Cricetidae).

## Разпространение
Видът е разпространен в Еквадор.